# Mensdorff-Pouilly
Mensdorff-Pouilly è una famiglia nobile originaria della Lorena. Deriva il suo nome dalla baronia di Pouilly a Stenay nel dipartimento della Mosa.

## Storia

### XVIII secolo
Nel 1790, durante la rivoluzione francese, Albert Louis de Pouilly (1731-1795) emigrò con la sua famiglia. I suoi figli Albert ed Emmanuel cambiarono il nome in Mensdorff-Pouilly, il nome di un luogo nella contea di Roussy in Lussemburgo. 

### XIX secolo
Nel 1818, il ramo austriaco della famiglia ricevé un titolo comitale dall'Imperatore Austriaco e furono riconosciuti come nobili della Boemia nel 1839 (gli Inkolát). 

## Stemma e motto

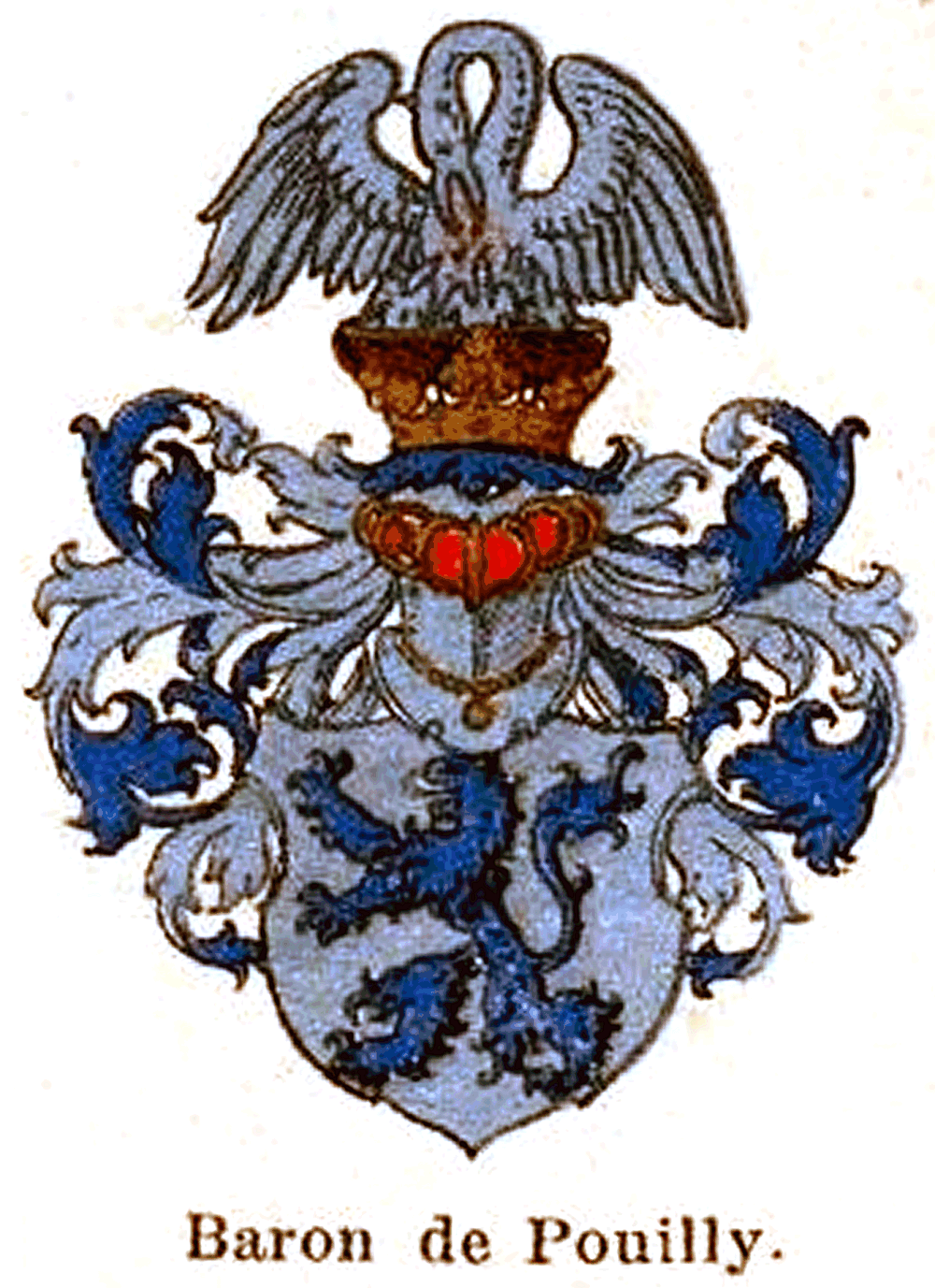
Il blasone del Casato

L'arma della Casata è così blasonata: D'argento al leone di blu. 
Il motto di famiglia è fortitudine et caritate.

## Membri noti
- Emanuele di Mensdorff-Pouilly (1777–1852), vice Governatore della Fortezza di Magonza

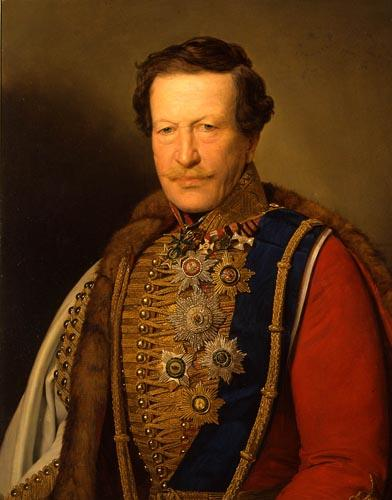
Emanuele di Mensdorff-Pouilly

- Alessandro di Mensdorff (1813–1871), figlio di Emanuele, Ministro degli Esteri austriaco dal 1864–1866;
- Albert von Mensdorff-Pouilly-Dietrichstein (1861–1945), figlio di Alessandro, diplomatico

## Genealogia parziale

### Origini
Aubert I, signore di Pouilly-sur-Meuse (977 - 1044) - sposò Mathilde Mahaut de Nevers (992 - ?):
1. Landry I, signore di Pouilly sur Meuse , Pouilly sur Saône, d'Isnor, de Martincourt, de Breux, de Mirebeau, de Toncourt (1008 - 1067) - sposò Mathilde, signora de Mirebeau-sur-Bèze (1010 - dopo il 1039) nel 1038:
  1. Hugues, signore de Pouilly sur Meuse, de Mirebeau, d'Isnor, de Martincourt et d'Avioth (1039 - 1115) - sposò nel 1070 Eglantine de Vergy (prima del 1050 - dopo il 1105):
    1. Hermann (1072 - 1156), signore di Pouilly, Isnor, Martincourt, Avioth, Toncourt, Moiry e Breux - sposò nel 1102 Jehanne de Chamisso (1089 - dopo il 1108):
      1. Lambert (o Laurent) (1104 - 1182), signore Pouilly, Isnor, Martincourt, cavaliere crociato - sposò nel 1136 Adèle de Nettancourt (1120 - 1142):
        1. Lambert (1137 - 1156)
        2. Ponce "Ponzard" (1139 - 1206), signore - sposò nel 1168 Elisabeth de Monzay (1151 - dopo il 1179):
          1. Mathilde
          2. Mahuet
          3. Richer "Richard" (1173 - 1251), signore - sposò nel 1196 Marie de Failly (1174 - 1214):
            1. Richard II, signore (1197 - dopo il 1241) - sposò nel 1235 Estiennette de Nancy de Lenoncourt (1210 - dopo il 1241):
              1. Aubertin II (1236 - 1286) - sposò nel 1261 Doulce de Triconville (1238 - ?):
                1. Bertrand
                2. Perignon (1256 - 1330)
                3. Thierry (1267 - 1333)
                4. Isabelle (1268 - ?)
                5. Marguerite (1270 - ?)
                6. Marie (1271 - ?)
                7. Aubertin III, signore (1280 - dopo il 1333) - sposò nel 1308 Elvira de Manteville (c. 1286 - dopo il 1315):
                  1. Robert, signore de Pouilly d'Inor, de Martincourt d'Avioth et de Martincourt (1309 - 1352) - sposò nel 1337 Hélizande de Ligneville-Rosières (c. 1300 - ?):
                    1. Aubertin IV, signore (1338 - 1405) - sposò nel 1368 Hélène Hélizande de Thonne Le Thil de Ligneville-Rosières (1338 - c. 1380):
                      1. Joselette (1340 - 1390) - sposò prima del 1370 Jacomet de Gorcy: con discendenza;
                      2. Aubertin V, signore e governatore di Stenay (1369 - 1441) - sposò nel 1393 Jeanne de Beroward (1370 - dopo il 1397):
                        1. Aubertin VI Guillaume (1397 - 1471), signore - sposò il 16 gennaio 1418 Ermense de Sainte-Meure (1397 - prima del 1422); sposò, vedovo, nel 1422, Alix de Montfauçon (c. 1400 - dopo il 1427):
                          1. (I) Aubertin VII - discendenti vedi sotto: Linea Aubertin VII
                          2. Jeanne (1422 - 1454): con discendenza;
                          3. (II) François (1422 - 1469), signore di Pouilly, de Quincy, de Luzy, de Cervizy et de Bâalons - sposò nel 1455 Nicole d'Orey (1420 - dopo il 1455):
                            1. Henri, ciambellano di Francesco I di Francia (1454 - 1555) - sposò il 4 aprile 1502 Jeanne de Grandpre (1481 - 7 gennaio 1513):
                              1. Louis (1503 - 1579)
                              2. Jean, barone de Cornay, signore de Marcq, de Fléville, de Lançon, de Binarville, de Vienne-la-Ville, de Boureuilles, de l'Echelle-Courtemont, de Dompmartin-sous-Hans (1505 - 26 settembre 1568) - sposò il 25 dicembre 1554 Nicole de Chiamisso (c. 1520 - dopo il 1574):
                                1. Louis (1555 - 1606), barone di Cornay e Fléville - sposò il 6 giugno 1581 Françoise de Lameth - discendenza vedi sotto: Linea Louis de Pouilly
                                2. Jean (1557 - ?) - sposò Suzanne de Balayne:
                                  1. Madeleine (1610 - 1 luglio 1676), signora - sposò nel 1628 Aubertin X de Pouilly: con discendenza;

                                3. Jeanne (1557 - ?)

                              3. Anne, signora di Binarville (1507 - ?)

                          4. Françoise (1425 - dopo il 1455) - sposò Jehan II de Noirefontaine (1420 - 1463): con discendenza;
                          5. Aubertin (1427 - 1462)
                          6. (ill. con Poincette de Wal) François

                      3. Jacques
                      4. Jacob

                    2. Jacques (1348 - ?)

                  2. Lionnauf (1311 - dopo il 1345) - sposò nel 1345 Joselette de Strainchamps:
                    1. Eleonore - sposò Hubert de Bercheny

              2. Simon, signore di Pouilly e d'Avioth (1240 - 1281) - sposò prima del 1279 Guillemette de Sanz:
                1. Clémence (1266 - dopo il 1284) - sposò Errard de Vrécourt:
                2. Mahaut (1269 - dopo il 1289) - sposò Aymard de Ligneville

              3. Mathieu (1241 - ?) - sposò Sabine de Sèchons

            2. Nicolas
            3. Richard
            4. Englobard
            5. Raoul (1205 - 1230)
            6. Rodolphe

        3. Richard (1142 - dopo il 1205)

      2. Hugues (1108 - 1118)

    2. Guillaume (1074 - 1096)
    3. Estienne, barone di Villecroze e Salernes:
      1. Eglantine (c. 1145 - 1175), signora di Meursault et d'Antigny de Pouilly sur Saône - sposò nel 1170 Philippe I de Neublans, signore di Pagny-le-Château (1135 - 1204): con discendenza;
      2. Hugues
2. Raoul (? - dopo il 1060)

#### Linea Aubertin VII
Aubertin VII (1420 - 9 giugno 1466), signore di Pouilly e Inor - sposò nel 1447 Poncette Douce de la Vallèe (1425 - ?):
1. Aubertin VIII (c. 1447 - c. 1478) - sposò Charlotte de Busancy de Pavant (c. 1455 - ?):
  1. François - sposò Lise du Four:
    1. Jacques - sposò Laurette d'Augy:
      1. François
2. Collard Nicolas (1448 - 8 novembre 1507), signore d'isnor , de Martincourt, d'Ivois, de Mory, d'Amblimont, de Sartaignes, d'Hugnes, Louppy, Haraucourt - sposò nel 1474 Françoise de Manthéville-Flassigny (1450 - 4 novembre 1514):
  1. Alix (11 novembre 1470 - ?) - sposò l'11 novembre 1490 Henri de Custine (c. 1470 - ?): con discendenza;
  2. Bonne (c. 1474 - ?) - sposò nel 1524 Georges du Hautoy (c. 1480 - 1562): con discendenza;
  3. Gilles (1477 - ?), signore d'Esne e Louppy - sposò nel 1510 Marguerite de Failly (? - 7 febbraio 1515):
    1. Gérard (1509 - dopo il 1572), barone d'Esne - sposò il 12 febbraio 1540 Marguerite de Lavaux (c. 1510 - ?):
      1. Nicolas o Simon (1536 - ?) - sposò il 30 maggio 1561 Anne de Montreux en Ferrette:
        1. Simon II (1562 - 17 aprile 1635) - sposò Françoise Bermand:
          1. Gabrielle Angélique (1607 - ?) - sposò il 7 gennaio 1630 Claude Roger de Comminges (1604 - ?): con discendenza;
          2. Claude Françoise (1615 - ?) - sposò Alexandre de Redon: con discendenza;

      2. Claude - sposò il 6 marzo 1562 Jean d'Orthe: con discendenza;
      3. Nicole - sposò il 23 giugno 1566 Louis I du Puy (1530 - 1580): con discendenza;

  4. Petit-Jehan
  5. Jean I (1480 - prima del 1571) - sposò nel 1508 Françoise de Bertancourt (prima del 1490 - prima del 1516); sposò, vedovo, nel 1516 Isabeau de Gratinot (c. 1495 - prima del 1519); sposò, vedovo, nel 1519 Marie de Pallas (1489 - ?):
    1. (I) Jeanne
    2. Aubertin IX (1510 - dopo il 1573), signore d'Inor, Navez, Martincourt, Amblimont e Saint Marceau - sposò il 7 novembre 1532 Marie Marguerite de Failly (c. 1505 - ?):
      1. Aubertin VIII (X) (1534 - 1619), titoli del padre - sposò nel 1563 Marguerite de Gratinot (1548 - 1600), signora di Jupille:
        1. Jean II (1570 - 3 marzo 1610), signore di Pouilly-sur-Meuse, Mirebeau, Isnor, Martincourt, Avioth - sposò Marguerite de Strainchamps; sposò, vedovo, nel 1595 Suzanne de Balayne:
          1. (I) Aubertin X (1592 - 1641), signore di Pouilly, e Luzy - sposò nel 1628 Madeleine de Pouilly (1610 - 1676):
            1. Aubertin (1630 - 1649)
            2. Claude Louise (1633 - dopo il 1661) - sposò Gedeon III de Vassinhac d'Imecourt: con discendenza;
            3. François (1636 - 1654)
            4. Gabrielle
            5. Albert (1640 - 1656)

          2. Férry Frédéric (1594 - ?) - sposò il 22 maggio 1624 Lucie de Maillard de Landres (1594 - ?):
            1. Albert (dopo il 1624 - dopo il 1684) - sposò nel 1647 Hélène de la Cour (1620 - ?):
              1. Frédéric Albert (13 ottobre 1647 - 20 luglio 1712), capitano militare - sposò il 5 gennaio 1672 Françoise de Tassart; sposò, vedovo, nel 1685 una nobildonna della famiglia de Tige de Villeschole:
                1. (I) Jacques (24 febbraio - 3 novembre 1675)
                2. Charlotte (1676 - 14 aprile 1698) - sposò il 3 novembre 1694 César de Pouilly (1665 - 1704): con discendenza;
                3. (II) Claude (13 - 14 ottobre 1699)

              2. Louise (1651 - 1668)

            2. Louis (1629 - 13 agosto 1715), signore de Sainte Marie sur Semois , de Sartaiges, de Hianquemine et de Luzy - sposò il 10 novembre 1653 Marie de Pouilly (22 dicembre 1641 - 17 aprile 1739):
              1. Jacques (21 gennaio 1658)
              2. Albert Aubertin XIV (1 gennaio 1660 - 14 gennaio 1743), barone di Chauffeur e titoli del padre - sposò il 6 maggio 1697 Marguerite de Chamisso (1665 - 22 novembre 1705), signora di Velosnes::
                1. Marie Louise
                2. Louis Joseph (1701 - 12 marzo 1755), barone di Chaffeur e signore di Pouilly - sposò il 13 settembre 1729 Luce Louise Charlotte de Hezecque (30 ottobre 1711 - 12 marzo 1755):
                  1. Albert Louis - discendenti vedi sotto: Linea de Mensdorff-Pouilly
                  2. Marie Louise Elisabeth (1734 - 1803) - sposò il 16 maggio 1758 Louis Charles de Revilliasc (12 maggio 1727 - 21 settembre 1796): con discendenza;

                3. Hélène Thérèse
                4. Marie Anne

              3. Christophe (1677 - 29 agosto 1722)

          3. (II) Suzanne (c. 1590 - ?) - sposò il 30 settembre 1624 Antoine de Pouilly (1582 - 1648): con discendenza;

        2. Elisabeth
        3. Marguerite Marianne
        4. Philippe
        5. Suzanne
        6. Jeanne (1600 - 1649) - sposò Antoine de Bertinet (1598 - 1682): con discendenza;
        7. Jacques (1600 - 1646) - sposò Catherine de la Fontaine-d'Harnoncourt:
          1. Aubertin (1640 - 1648)
          2. Marie (22 dicembre 1641 - 17 aprile 1739) - sposò il 10 novembre 1653 Louis de Pouilly (1629 - 1715): con discendenza;

        8. Julienne
        9. Marguerite
        10. Marie

      2. Françoise - sposò nel 1539 Jacques van Heulle: con discendenza;

    3. Gillet (1510 - prima del 1571)
    4. Guillaume (1511 - 1558), religioso
    5. Françoise (1512 - 1571)
    6. Frédéric (1513 - 1559)
    7. (II) Claude (1517 - ?) - sposò Philippe de Villers: con discendenza;
    8. (III) Anchelin (c. 1519 - 1562)

  6. Aubertin IX
  7. Madeleine (1480 - ?)
3. François (1450 - dopo il 1478):
  1. Jacques:
    1. François:
      1. Jean (1557 - ?)

##### Linea de Mensdorff-Pouilly
Albert Louis de Mensdorff-Pouilly (13 dicembre 1731 - 29 giugno 1795), barone di Pouilly, Chaffeur e conte di Roucy - sposò il 2 dicembre 1762 Maria Henriette de Vassinhac d'Imécourt (20 agosto 1743 - 28 dicembre 1768); sposò, vedovo, il 3 aprile 1772 Marie Antoinette Philippine de Custine de Wiltz (21 agosto 1746 - 29 marzo 1800):
1. (II) Anne Marie Caroline Albertine (28 maggio 1773 - 16 novembre 1799) - sposò il 7 dicembre 1793 Louis Marie Hyacinthe de Briey de Landres (17 settembre 1772 - 1 dicembre 1833): con discendenza;
2. Louis Joseph Albert (14 giugno 1775 - 17 giugno 1799)
3. Emmanuel Auguste Théodore, conte von Mensdorff-Pouilly (24 gennaio 1777 - 28 giugno 1852) - sposò il 22 febbraio 1804 Sofia di Sassonia-Coburgo-Saalfeld (16 agosto 1778 - 9 luglio 1835):
  1. Hugo Ferdinand (24 agosto 1806 - 21 ottobre 1847), conte imperiale
  2. Alfons Friederich Ferdinand (25 gennaio 1810 - 10 dicembre 1894), consigliere imperiale e real colonnello ciambellano - sposò il 23 luglio 1843 Thérèsa Rosa von Dietrichstein-Proskau (28 agosto 1823 - 29 dicembre 1856); sposò, vedovo, il 31 maggio 1862, Marie Charlotte de Lamberg: 
    1. (I) Viktoria (28 giugno 1844 - 4 novembre 1918)
    2. Sophie (30 luglio 1845 - 10 marzo 1909) - sposò il 17 maggio 1864 Friedrich Kinsky von Chinic und Tettau (13 febbraio 1843 - 23 settembre 1899), consigliere reale: con discendenza;
    3. Antonia Maria Theresia (8 agosto 1848 - marzo 1862)
    4. Arthur Emanuel Hugo Alexander (4 maggio 1852 - 16 gennaio 1862)
    5. (II) Thérèse (12 marzo 1863 - 13 gennaio 1867)
    6. Alfons Wladimir (16 agosto 1864 - 20 giugno 1935), colonnello - sposò il 2 settembre 1890 la contessa Ida Maria Paar (1 marzo 1867 - 19 agosto 1945):
      1. Alfons Karl Maria Hyeronimus (20 luglio 1891 - 7 ottobre 1973) - sposò il 24 maggio 1923 Maria Strachwitz von Gross-Zauche und Camminetz (12 luglio 1901 - 5 dicembre 1971):
        1. Emanuel
        2. Friedrich - sposò Christiane Beranger d'Herbemont:
          1. Anne
          2. Elisabeth
          3. Emanuel  - ha sposato Françoise David:
            1. Wenzeslas
            2. Wallerand
            3. Leopoldine
            4. Wilhelm

          4. Louis - ha sposato Lucie Svendova:
            1. Christiane
            2. Stefan

          5. Diane
          6. Veronique

        3. Albert - sposò Julia Herstez:
          1. Gabrielle
          2. Caroline

        4. Maria Carolina
        5. Hugo - sposò Barbara Polak:
          1. Johannes

        6. Ida Sophia
        7. Johannes - sposò Sylvia Chiarino:
          1. Silvia
          2. Natalia
          3. Federica

        8. Therese

      2. Gabrielle Victoria Maria Eulalia (12 febbraio 1893 - 4 aprile 1972) - sposò il 4 giugno 1910 il principe Anton Sigismund Joseph Maria von Khevenhuller (26 giugno 1873 - 8 novembre 1945): con discendenza;
      3. Karl Friedrich Maria Johann (28 marzo 1894 - 2 novembre 1981) - sposò il 22 agosto 1943 Maria Immakulata Antonie Henriette Hedwig Leo von Thurn und Taxis (11 aprile 1906 - 16 dicembre 1980):
        1. Josef Menzel Karl Maria Alfons
        2. Marie Antoinette
        3. Maria Assumpta

      4. Leopoldine Sophie Maria Angela (6 settembre 1895 - 30 marzo 1980) - sposò il 23 novembre 1920 Hugo Nicolas Leopold Siegfried Charles Joseph Marie de Salm (14 ottobre 1893 - 2 marzo 1946): con discendenza;
      5. Franz Joseph Emanuel Maria Mauricius (13 marzo 1897 - 31 gennaio 1991)
      6. Eduard Maria Joseph Johannes Sarkander (25 marzo 1900 - 11 aprile 1966) - sposò il 23 agosto 1922 Giselda Anna Bertha, principessa di Collalto und San Salvatore (21 settembre 1902 - 27 novembre 1983):
        1. Leopoldine Bertha Ida Thekla Viktoria Alfonse Sophia (1923 - ?) - sposò il 7 maggio 1942 Joseph Wiedersperg von Wiedersperg (1905 - 1994): con discendenza;
        2. Alexander Alfons Sigismund Manfred Antonus Emanuel Maria Aurelius - sposò Llona Erdoy (1917 - 2002):
          1. Antonius Peter Paul Gabriel Maria Franziskus Emanuel Edmund - sposò Eva Pitsch:
            1. Cecilia
            2. Paula
            3. Emilia

          2. Élisabeth Maria Andrea Giselda Paula Thérèse Hélène

        3. Gabriele Maria Leopoldina Sigmunda Manfred Anna Polixenia Rombalda Katharina - sposò il conte Karl Ferdinand von Kuefstein: con discendenza;
        4. Anna Polixena Maria Aloysia Manfreda Johanna Julia Gregoria
        5. Maria Aloysia Mathilde Madreda Sophia Prima Feliciana Basilia - sposò Sieghard Hans Udo de Schoinach-Carolath: con discendenza;
        6. Johanna Maria Sarkanda Ida Thekla Katharina Monika - sposò Friedrich-Karl von Kempis: con discendenza;

      7. Sophia Maria Antonia Johanna Nepomucena Anna (20 maggio 1904 - 23 marzo 1998)

    7. Emmanuel Alexander Maria (5 settembre 1866 - 28 marzo 1948) - sposò il 12 luglio 1892 Anna Maria von Westphalen zu Furstenberg (18 febbraio 1869 - 29 dicembre 1948):
      1. Maria Rosina Anna Ignazia Filomena (31 gennaio 1894 - 10 febbraio 1987) - sposò il 29 dicembre 1927 Ferdinand von Pereira-Arnstein (4 febbraio 1898 - 29 dicembre 1945);
      2. Sophie Maria Rosina Magdalena (27 marzo 1895 - 2 febbraio 1983) - sposò il 12 luglio 1920 il barone Bernhard von Merveldt (7 marzo 1890 - 1 dicembre 1964)
      3. Friedrich Alfons Emanuel Josef Maria Johannes Paul (25 giugno 1896 - 6 febbraio 1997), conte - sposò il 16 agosto 1930 Gabriele Maria Laurentia de Schonborn (5 settembre 1909 - 11 marzo 1999):
        1. Maria Sidonia - sposò Michael von UND ZU TRAUTTMANSDORFF UND WEINSBERG (1915 - 1978): con discendenza;
        2. Anna
        3. Emanuel - sposò Marie Assunta von und zu Eltz:
          1. Helene
          2. Alexandra
          3. Nikolaus - ha sposato Laetita de Pierpont:
            1. Zoé
            2. Alicia
            3. Emanuel
            4. Louis

          4. Alphons
          5. Ladislaja

        4. Sophie
        5. Eugen

      4. Viktoria Ida Antonia Ludmilla (15 settembre 1897 - 9 dicembre 1897)
      5. Kunigunde Josepha Maria Felicia (11 gennaio 1899 - 19 novembre 1989) - sposò il 6 aprile 1921 Jiri Douglas Vojtech Damasus von Sternberg (10 dicembre 1888 - 24 luglio 1965): con discendenza;
      6. Arthur Clemens Friedrich Emanuel Joseph Maria Antonius Karl (4 novembre 1900 - 18 aprile 1965) - sposò il 2 agosto 1937 Maria Wratislaw von Mitrowitz (28 maggio 1914 - 23 novembre 2006):
        1. Dorothea Anna
        2. Maria
        3. Josef Emanuel - sposò Marta Tranickova:
          1. Arthur
          2. Elisabeth

        4. Alfons - sposò Gabriella Valentova:
          1. Adam

      7. Josefa Maria Anna Rosin Antonia (19 marzo 1902 - 8 giugno 1965)
      8. Therese Ida Maria Philipa Jaboba (29 aprile 1905 - 10 marzo 1992)
      9. Eugen Alfons Aloisius Joseph (17 giugno 1907 - 7 agosto 1982) - sposò il 15 aprile 1972 Irmgard Laupenmuhlen (1920 - ?)
      10. Elisabeth Eleonore Maria Rosina Scholastica Priska (18 gennaio 1909 - 29 aprile 1995) - sposò il 16 settembre 1941 Wiilhelm von Heyden-Linden (16 giugno 1905 - 10 giugno 1955)
      11. Heinrich Franz Josef Karl Andreas Maria Antonius (30 novembre 1916 - 24 febbraio 1955) - sposò Margarethe Gartner:
        1. Arthur Friedrich Benedikt Maria - sposò Martina Schweiner:
          1. Maximilian
          2. Elsa

        2. Andreas Eugen Felix Maria - sposò Nikola Hatschek:
          1. Antonia
          2. Theresa
          3. Heinrich
          4. Viktoria
          5. Eduard

        3. Heinrich Titus Maria - sposò Maria Juliana Nezsényi:
          1. Franziska

        4. Margarethe Dorothe Mari - sposò, divorziando, Christoph Herbst
        5. Maria Nicoletta
        6. Johannes Nepomouk Friedrich Gangolf Maria - sposò Andreas Schmalzbauer:
          1. Matthaus
          2. Clara
          3. Tabea

        7. Gertrude - sposò Andreas de Stolberg: con discendenza;
        8. Paul Friedrich Maria - sposò Maria Johanna Schindler:
          1. Marie Hélène
          2. Johannes
          3. Sophia Maria Grazia

        9. Peter Karl Maria

    8. Bedrich (18 gennaio 1869 - 17 gennaio 1872)

  3. Alfred Carl (23 gennaio 1812 - 27 aprile 1814)
  4. Alexander Constant Albert (4 agosto 1813 - 14 febbraio 1871), principe di Dietrichstein di Nikolsburg, governatore della Boemia, ambasciatore e ministro austriaco alla corte russa - sposò il 28 aprile 1857 Alexandrine Marie de Dietrichstein, contessa di Dietrichstein-Proskau-Leslie (29 febbraio 1824 - 22 febbraio 1906):
    1. Maria Gabriella Giuseppina Sofia Francesca (1858-1889), sposò il conte Hugo Lipot Artur Gustav Köröspataki von Kálnoky;
    2. Ugo Alfonso Edoardo Emanuele Giuseppe Giovanni Venceslao (19 dicembre 1858 - 20 agosto 1920), ciambellano reale e colonnello - sposò il 27 luglio 1892 Olga Dolgorouki (27 dicembre 1873 - 3 gennaio 1946):
      1. Alexandre (15 luglio 1899 - 12 gennaio 1964) - sposò il 29 ottobre 1930 Marie de la Mercedes Dose (8 giugno 1903 - 21 gennaio 1964):
        1. Olga - ha sposato Alexandre Leloir

    3. Alberto Vittorio Giulio Giuseppe Michele (5 settembre 1861 - 15 giugno 1945), ambasciatore d'Austria a Vienna
    4. Clotilde Guglielmina Giuseppa Gabriella Maria Innocenza (23 dicembre 1867 - 1 settembre 1942) - sposò il conte Albert György Gyula Mária Nagyapponyi von Apponyi (29 maggio 1846 - 7 febbraio 1933): con discendenza;

  5. Léopold (18 marzo 1815 - 5 maggio 1821)
  6. Arthur (19 agosto 1817 - 23 aprile 1904), luogotenente
4. Amélie (13 marzo 1779 - 18 febbraio 1833) - sposò il 25 aprile 1801 Louis Marie Hyacinthe de Briey de Landres (17 settembre 1772 - 1 dicembre 1833): con discendenza;
5. Adélaide (24 aprile 1785 - 9 febbraio 1855) - sposò il 20 gennaio 1810 Charles Jules Louis Léopold de Bauffort (27 maggio 1783 - 22 dicembre 1827): con discendenza;

#### Linea Louis de Pouilly
Louis de Pouilly (1555 - 1606), barone di Cornay e Fléville - sposò il 6 giugno 1581 Françoise de Lameth:
1. Antoine, barone di Cornay , signore di Pouilly, de Fléville, de Vienne la Ville, de Boureilles, de Domptmartin sous Hans, de Courtement et Rilly aux Oies (1582 - 8 novembre 1648) - sposò il 30 settembre 1624 Suzanne de Pouilly de Vonc (c. 1590 - ?):
  1. César (1626 - 1675), ufficiale
  2. Charles (1630 - 8 novembre 1718), barone de Cornay , signore de Boureuilles, de Courtement, de Dom-le-Mesnil, de Flize, d'Escony, de esonges, de Baldrange, de Domptmartin sous Hans et de Cervisy - sposò il 3 giugno 1659 Anne d'Herbemont de Charmois (1630 - 1700):
    1. César (11 aprile 1665 - 29 marzo 1704), barone di Fleville, signore di Gruyeres e marchese di Saint Marceau - sposò il 3 novembre 1694 Charlotte de Pouilly de Ginvry (1676 - 14 aprile 1698):
      1. Charles Antoine de Pouilly de Saint-Marceau (20 settembre 1695 - 1772), signore di Nouvion - sposò il 17 aprile 1719 Jeanne Claude de Villeneuve (25 dicembre 1701 - ?):
        1. Charlotte (1720 - 12 gennaio 1778) - sposò il 18 febbraio 1740 Oger-Charles Lardenoy de Ville (30 novembre 1700 - 13 maggio 1772): con discendenza;

    2. André (7 dicembre 1672 - 10 dicembre 1748), barone de Cornay , signore de Marcq, de Courtemont, d'Aubange, de Sorbey, d4'Escouny, de Thonne le Thil, de Rouvroy sur Orthain, de Romponsel et de Boureilles - sposò il 23 agosto 1710 Marie Gilette d'Herbemont (1666 - 1745):
      1. Charles Adrien (8 gennaio 1712 - 5 ottobre 1742), marchese de Lanson, signore de Binarville, de Neufville, de Mélimé, de Montgon, de Chatillon sur Bar, de la Francheville et de Hennemont - sposò l'11 gennaio 1741 Marie Josèphe de Pouilly (9 agosto 1721 - 18 gennaio 1748):
        1. Andre II (1 maggio 1742 - 18 aprile 1788), barone de Cornay et de Fléville, marchese de Lançon, signore de Marcq et d'Aubange - sposò l'8 agosto 1760 Louise Elisabeth Charlotte Lardenoy de Ville (19 dicembre 1741 - 8 giugno 1828):
          1. Anne Barbe (19 dicembre 1767 - 1847), signora di Fleville - sposò il 15 settembre 1795 Charles Anselme Ferdinand de Coudenhove (6 giugno 1765 - 1814): con discendenza;
          2. Charlotte (23 febbraio 1770 - 13 ottobre 1809), contessa di Maubeurge - sposò l'11 novembre 1795 Charles Joseph Alexandre van der Straten Waillet (21 novembre 1767 - 24 aprile 1826): con discendenza;
          3. Charles Anselme-Louis (21 febbraio 1771 - 5 gennaio 1819), militare
          4. Hortence (1773 - ?), religiosa
          5. Charles (23 gennaio 1775 - 21 gennaio 1823), conte e poi marchese de Pouilly
          6. Louis Xavier Charles (25 febbraio 1777 - 3 giugno 1843), conte di Lyon - sposò nel 1807 Jeanne Barbe Florence de Paviot (13 ottobre 1787 - 1877):
            1. Alphonse (16 maggio 1816 - 31 maggio 1896), conte - sposò il 25 agosto 1841 Pauline van der Straten Waillet (3 ottobre 1816 - 23 marzo 1854):
              1. Anne Marie Berthe Louise (12 maggio 1842 - 12 febbraio 1872) - sposò il 29 aprile 1861 Alphonse Charles Beranger d'Herbemont (4 dicembre 1823 - 5 dicembre 1878): con discendenza;
              2. Louis Alexandre Albert (5 maggio 1845 - 22 giugno 1877), capitano - sposò il 17 maggio 1876 Léonie Marie Adèlaide Pauline Kervin (13 novembre 1846 - 24 febbraio 1917):
                1. Jean Eugène Alphonse Marie (23 maggio 1877 - 27 settembre 1948) - sposò il 5 giugno 1900 Jeanne Lejeune de Schirnel (5 giugno 1878 - 15 luglio 1954):
                  1. Marguerite (1903 - 1993) - sposò l'8 aprile 1926 Louis Vallet de Villeneuve (1900 - 1980)
                  2. Henri Marie Albert Eugène André (19 aprile 1905 - 29 marzo 2000), militare - sposò Jeanne Marie de Ferrieres de Sauvebouf (10 agosto 1906 - 13 maggio 1998):
                    1. Antoine - sposò Madeleine Haingerlot:
                      1. Jean

                  3. Marie
                  4. Guy (11 agosto 1922 - 9 dicembre 2002)

          7. Louis Albert (4 novembre 1779 - 19 dicembre 1804)
          8. Louise (25 ottobre 1782 - ?)
          9. Marie Josèphe

    3. Charles (30 agosto 1678 - 17 luglio 1750), signore di Cornay e di Charmois - sposò il 19 dicembre 1710 Françoise Charlotte d'Herbemont (12 novembre 1681 - 1772):
      1. Marie Josèphe (9 agosto 1721 - 18 gennaio 1748), signora di Marcq - sposò l'11 gennaio 1741 Charles Adrien de Pouilly: con discendenza;

    4. Henriette (1682 - 1718)
    5. Elisabeth
    6. Jean
    7. Louis
    8. Philippe
    9. Antoine
    10. (ill.) Charlotte de Pouilly (1680 - ?), signora di Marcq e Martincourt

  3. Jean, religioso
  4. Aubertin
  5. Claude Reine
2. Claude (1585 - 1633)